# Selezioni giovanili della nazionale femminile di pallacanestro del Montenegro
Le selezioni giovanili della nazionale di pallacanestro femminile del Montenegro, sono state gestite dalla Federazione cestistica del Montenegro e partecipavano ai tornei cestistici internazionali femminili per squadre nazionali, limitatamente a specifiche classi d'età.

## Under-20
Rappresenta le migliori giocatrici di nazionalità montenegrina di età non superiore ai 20 anni. Partecipa a tutte le manifestazioni internazionali giovanili di pallacanestro per nazioni gestite dalla FIBA.
Il suo percorso ha ricalcato per intero quello della nazionale di categoria serba dal 1992 al 2006, anno di riconoscimento dell'indidendenza dello Stato e la conseguente nascita della selezione nazionale.

### Partecipazioni
FIBA EuroBasket Under-20
- 2008 - 11°
- 2009 - 16°
- 2023 - 12°

## Under-18
Rappresenta le migliori giocatrici di nazionalità montenegrina di età non superiore ai 18 anni. Partecipa a tutte le manifestazioni internazionali giovanili di pallacanestro per nazioni gestite dalla FIBA.
Fino al 1991, le atlete montenegrine hanno fatto parte della nazionale di categoria jugoslava.

Dal 1992, il suo percorso ha ricalcato per intero quello della nazionale di categoria serba fino al 2006, anno di riconoscimento dell'indidendenza dello Stato e la conseguente nascita della selezione nazionale.

### Partecipazioni
Division B
- 2007 - 9°
- 2010 - 10°
- 2012 - 14°
- 2014 - 6°
- 2018 - 18°

## Under-16
Rappresenta le migliori giocatrici di nazionalità montenegrina di età non superiore ai 16 anni. Partecipa a tutte le manifestazioni internazionali giovanili di pallacanestro per nazioni gestite dalla FIBA.
Fino al 1991, le atlete montenegrine hanno fatto parte della nazionale di categoria jugoslava.

Dal 1992, il suo percorso ha ricalcato per intero quello della nazionale di categoria serba fino al 2006, anno di riconoscimento dell'indidendenza dello Stato e la conseguente nascita della selezione nazionale.

### Partecipazioni
Division B
- 2007 - 14°
- 2008 - 12°
- 2009 - 9°
- 2018 - 11°
- 2019 - 14°

- 2022 - 9°
- 2023 -  2°